# Żuromin
Pour les articles homonymes, voir Żuromin.

Żuromin ([ʐuˈrɔmin]) est une ville polonaise de la gmina de Żuromin dans la powiat de Żuromin de la voïvodie de Mazovie dans le centre-est de la Pologne.
Elle est le siège administratif de la gmina de Żuromin, ainsi que de la powiat de Żuromin.
Elle se situe à environ 120 kilomètres au nord-ouest de Varsovie (capitale de la Pologne).
La ville couvre une surface de 11,11 km2 et comptait 9 001 habitants en 2013.

## Histoire
Village établi avant 1293, il obtient son statut de ville en 1767.
De 1975 à 1998, la ville appartenait administrativement à la voïvodie de Ciechanów (Województwo ciechanowskie).